# Potylicz
Potylicz (ukr. Потелич, Potełycz) – wieś na Ukrainie, w obwodzie lwowskim, w rejonie lwowskim (wcześniej w rejonie żółkiewskim). Położona jest w paśmie Wschodniego Roztocza, w dolinie rzeki Tylicy.
Miasto królewskie Mosty lokowane w 1423 roku położone było w XVI wieku w województwie bełskim. Potylicz należał do starostwa niegrodowego lubaczowskiego na początku XVIII wieku.
Do 1939 roku istniała polska gmina Potylicz.
Osada znana była już w 1261 roku pod nazwą Tylicz. W 1498 roku król Jan I Olbracht nadał jej prawa miejskie magdeburskie. W XVI w. miasteczko było ważnym ośrodkiem garncarskim. Zawdzięcza to bogatym zasobom glinki garncarskiej i fajansowej w okolicy. Oprócz produkcji ceramicznej w okolicach miasteczka czynne były w tym czasie również huty szkła. W XVII wieku, po przeniesieniu głównego szlaku handlowego łączącego Lublin ze Lwowem tak, by przebiegał przez Rawę Ruską, miasto podupadło i nie odzyskało już dawnego znaczenia. Pod koniec XIX wieku miasteczko zamieszkiwane było przez 2929 osób, w tym 2131 grekokatolików, 493 rzymskich katolików i 303 Żydów.
Do najważniejszych zabytków wsi należą:
- drewniana cerkiew pw. Świętego Ducha

- murowana cerkiew pw. Świętej Trójcy,
- murowany kościół pw. Świętego Stanisława, konsekrowany w 1858 roku.

W Potyliczu znajduje się duży kamieniołom, w którym odsłaniają się opoki i margle górnej kredy (kampanu), skąd znana jest bogata kopalna fauna i flora. 